# Rocca aldobrandesca (Piancastagnaio)
La rocca aldobrandesca è un castello nel centro storico di Piancastagnaio, sulle pendici meridionali del Monte Amiata, in posizione dominante sulla valle del fiume Paglia, in provincia di Siena.

## Storia

La rocca negli anni dieci del 900

La rocca sorse in un luogo facilmente difendibile, dal quale si poteva controllare la vallata sottostante, in un'area di confine spesso disputata. La fortificazione fu menzionata per la prima volta in un diploma imperiale dell'imperatore Enrico VI nel 1194 e in uno di Ottone IV di Brunswick del 1210 che ne confermavano la proprietà all'Abbazia di San Salvatore. Questa la concesse in feudo alla potente famiglia degli Aldobrandeschi, che possedeva già numerosi castelli tra Maremma e Amiata e che nel corso del XIII secolo rafforzò il proprio dominio contendendo la Toscana meridionale a Siena, Viterbo e Orvieto. Fu quest'ultimo comune che ne assunse il controllo nel 1333, fino a quando la Repubblica di Siena conquistò Piancastagnaio nel 1345. Nel 1450, la Repubblica di Siena cominciò un'indagine sulle condizioni delle fortezze dei propri territori e si decise di compiere un'opera generale di restauro delle difese, inclusa la rocca di Piancastagnaio.
Tra il 1465 e il 1478 gli interventi di restauro e ammodernamento diedero alla rocca l'aspetto attuale. Dopo che nel 1559 Siena fu annessa ai domini dei Medici, i Granduchi di Toscana concessero Piancastagnaio in feudo ai Bourbon del Monte Santa Maria, che ne divennero  marchesi nel 1601 e trasformarono la rocca in una prigione.
Dopo secoli di decadenza e abbandono, l'edificio ha subito due importanti restauri dal 1962 al 1970 e negli anni Novanta, dopo essere divenuto proprietà del comune. Oggi, grazie all'individuazione di spazi espositivi, ospita mostre d'arte.

## Tradizioni e folclore
La rocca è il simbolo della contrada Castello. Nel mese di Luglio nella piazza del castello viene organizzato il Roccone Festival.